# Intervallstart
Intervallstart eller individuell start är en tävlingsform som framför allt används inom längdskidor, utförsåkning samt andra uthållighetsidrotter. Den går ut på att varje tävlande startar med ett visst mellanrum, exempelvis 30 eller 15 sekunder, och att den tävlande med den bästa tiden vinner. Detta leder till att den tävlande måste bestämma sin egen fart under loppet.
Många anser att tävlingsformen oftast blir väldigt rättvis. Svenska skidförbundet arbetade åren 2003-2015 för att herrarnas tre- och femmilar skulle tillämpa intervallstart i internationella tävlingar.
Till skillnad från masstart blir spurtförmåga och taktik inte lika avgörande. Istället premieras den som kan hålla ett jämnt tempo hela loppet. Vid vissa väderförhållanden kan den som startar tidigt eller sent i loppet få olika förutsättningar. Det är generellt en fördel att starta senare än sina konkurrenter och därmed få chans att jämföra tiderna under loppet. Den som startar tidigt kan  istället få ”baktider” från tidigare kontroller.

### Fotnoter
1. ↑  ”Sverige: Vi ger upp”. Sportbladet. 9 februari 2015. http://www.aftonbladet.se/sportbladet/vintersport/skidor/article20286695.ab. Läst 24 mars 2016.